# Стрельський В'ячеслав Ілліч
В'ячеслав Ілліч Стрельський (нар. 28 вересня 1910, Курськ — пом. 11 серпня 1983, Київ) — вчений, краєзнавець, педагог, художник, професор,  доктор історичних наук, професор.

## Біографія
Народився 28 вересня 1910 року у Курську (Росія) у сім'ї Іллі Стрельського. Закінчив Московський історико-архівний інститут, де його вчителями були всесвітньо відомі вчені Є. В. Тарле, Ю. В. Готьє, М. В. Нечкіна.
У 1936 році переїхав до Миколаєва, працював старшим науковим працівником Миколаївського обласного архіву, а згодом став його директором. У 1937—1941 роках викладав історію в Миколаївському педагогічному інституті (нині Миколаївський національний університет імені В. О. Сухомлинського), завідував кафедрою історії, згодом став заступником декана історико-філологічного факультету.
Цікавився історією Миколаєва, підготував на основі архівних документів фундаментальний збірник «З історії міста корабелів», який не побачив світ через початок радянсько-німецької війни. За неповні шість років перебування в Миколаєві вчений опублікував понад 50 статей з історії корабельного краю.
На початку радянсько-німецької війни з найціннішими архівними матеріалами був евакуйований на схід. У 1942—1944 роки працював заступником начальника Архівного відділу УНКВС Омської області. Видав книги «Сибір у Вітчизняній війні 1812 року» (1942 р.) та «Сибір у Великій Вітчизняній війні» (1943). У 1944—1947 рр. — начальник Науково-методичного відділу Архівного управління НКВС УРСР, директор ЦДІА України в Києві. У 1945 р. захистив кандидатську дисертацію за темою «З історії міста корабелів». З 1944 по 1982 рр. очолював кафедру архівознавства та спеціальних історичних дисциплін Київського державного університету. Був членом вчених рад історичного факультету КДУ та Інституту історії АН УРСР, ряду координаційних рад, зокрема Міністерства вищої і середньої спеціальної освіти УРСР, відповідальним редактором «Наукових записок Київського університету», «Вісника Київського університету» (серія історії), одним із засновників Українського товариства охорони пам'яток історії та культури, головою Київської міської організації Товариства.

Могила В'ячеслава Стрельського

Помер 11 серпня 1983 року у Києві. Похований в Києві на Міському кладовищі «Берківці».

## Наукова діяльність
Автор понад 300 наукових праць з історії України та інших народів колишньої Російської імперії та СРСР, історичного краєзнавства, з проблем теоретичного і конкретного джерелознавства, теорії і практики архівної справи, геральдики, сфрагістики, археографії, хронології та ін. спеціальних історичних дисциплін.
Підготував близько 40 кандидатів історичних наук.